# Trichomma babai
Trichomma babai är en stekelart som beskrevs av Tohru Uchida 1958. Trichomma babai ingår i släktet Trichomma och familjen brokparasitsteklar. Inga underarter finns listade i Catalogue of Life.